# Felton (Kalifornija)
Felton je naseljeno područje za statističke svrhe u američkoj saveznoj državi Kalifornija. Prema popisu stanovništva iz 2010. u njemu je živjelo 4.057 stanovnika.